# Maverik Center
Maverik Center, före 2010 E Center, är en multiarena i West Valley City, Utah. Arenan öppnades 21 september 1997. Arenan används ofta för konserter. E:et i arenans tidigare namn stod för entertainment (underhållning).
Arenan var huvudarena för turneringen i ishockey vid olympiska vinterspelen 2002. Kanada vann både damernas och herrarnas final mot USA i arenan. Arenan används som hemmaplan för Utah Freezz som deltog i Världscupen i inomhusfotboll mellan 1999 och 2001 och för Utah Warriors som tävlade i NIFL mellan 2003 och 2004.

### Fotnoter
1. ↑  ”Doldisen Salo är inte som andra” (på svenska). Sydsvenskan. 17 februari 2002. https://www.sydsvenskan.se/2002-02-17/doldisen-salo-ar-inte-som-andra. Läst 26 augusti 2019.